# Chota Imambara
Chota Imambara (ourdou : چھوٹا امامباڑا, hindi : छोटा इमामबाड़ा), aussi connu sous le nom de Hussainabad Imambara (ourdou : حسینآباد امامباڑا, Hindi: हुसैनाबाद इमामबाड़ा) est un monument situé à Lucknow, Uttar Pradesh, Inde. Construit comme hosseiniyeh ou comme salle de rassemblement pour les chiites par Muhammad Ali Shah (en), troisième Nawab d'Awadh, en 1838, il servira finalement de mausolée pour lui et sa mère.

## Description

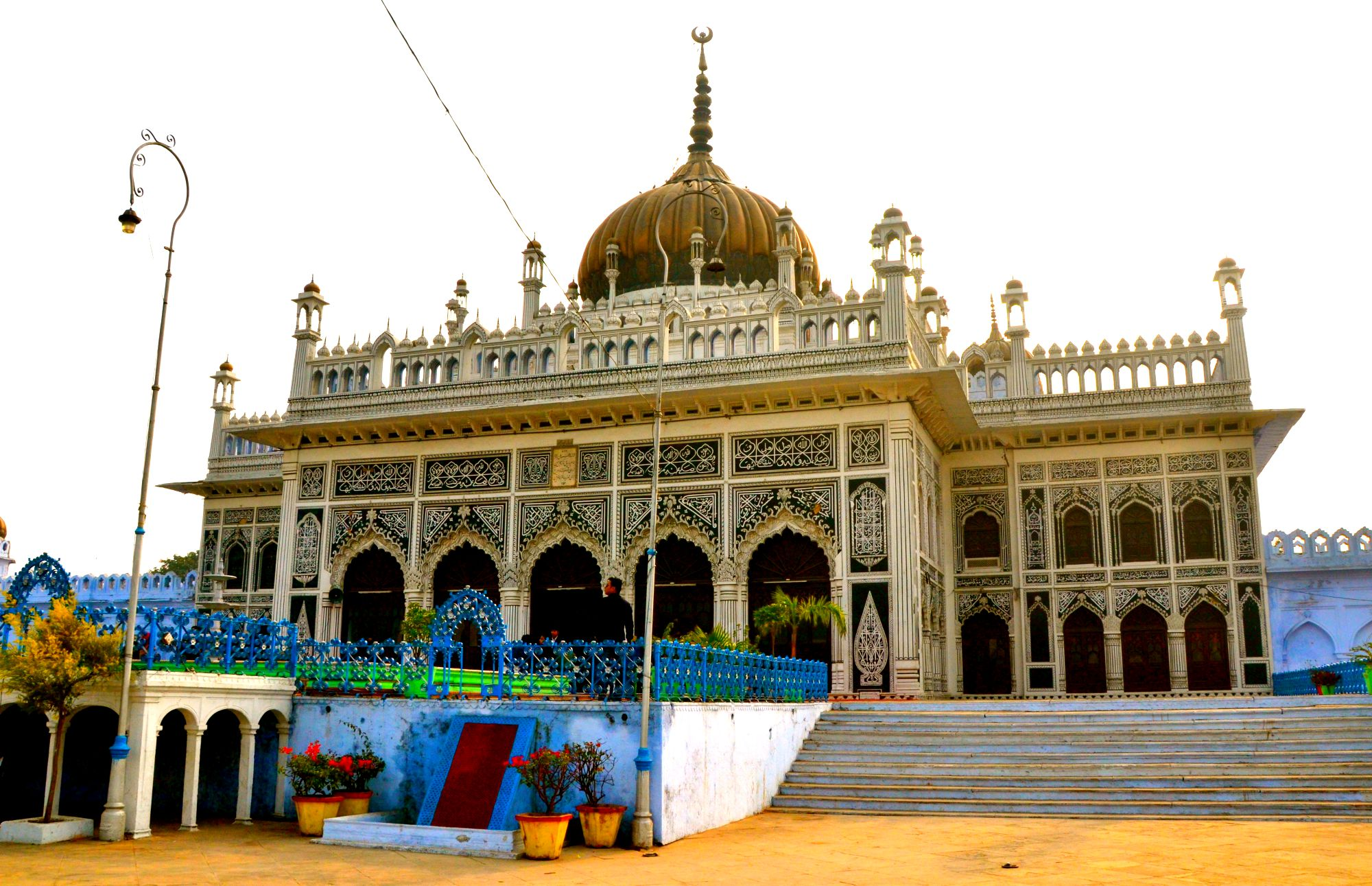
Gros plan de la façade principale

Il est situé près du Imambara Bara avec une imposante porte, Rumi Darwaza (en), se dressant sur la route y menant. Le bâtiment est également connu comme le palais des lumières à cause de ses décorations et à cause des chandeliers allumés durant des évènements particuliers comme Mouharram.
Les chandeliers utilisés pour décorer l'intérieur du bâtiment viennent de Belgique. La couronne de Muhammed Ali Shah et la tazia cérémonielle s'y trouvent également.
Le bâtiment est constitué d'un dôme doré et de plusieurs tourelles et minarets. Les tombes de Muhammad Ali Shah et des autres membres de sa famille sont à l'intérieur de l’hosseiniyeh. Les tombes de la fille de Muhammad Ali Shah et de son mari sont deux répliques du Taj Mahal. Les murs sont décorés de calligraphie arabe.
L'eau des fontaines et des plans d'eau à l'intérieur de l'hosseiniyeh viennent directement de la rivière Gomtî.

## Satkhanda
À l'extérieur de l’hosseiniyeh se trouve la tour de guet appelée Satkhanda ou tour aux sept étages. Bien qu’elle soit appelée Satkhanda cette tour n'a que quatre étages car sa construction a été abandonnée à la mort d'Ali Shah. Satkhanda a été construite entre 1837 et 1842. Il voulait la faire à l’identique du Qûtb Minâr de Delhi et de la tour penchée de Pise. Son utilisation principale est l'observation lunaire.

## Galerie

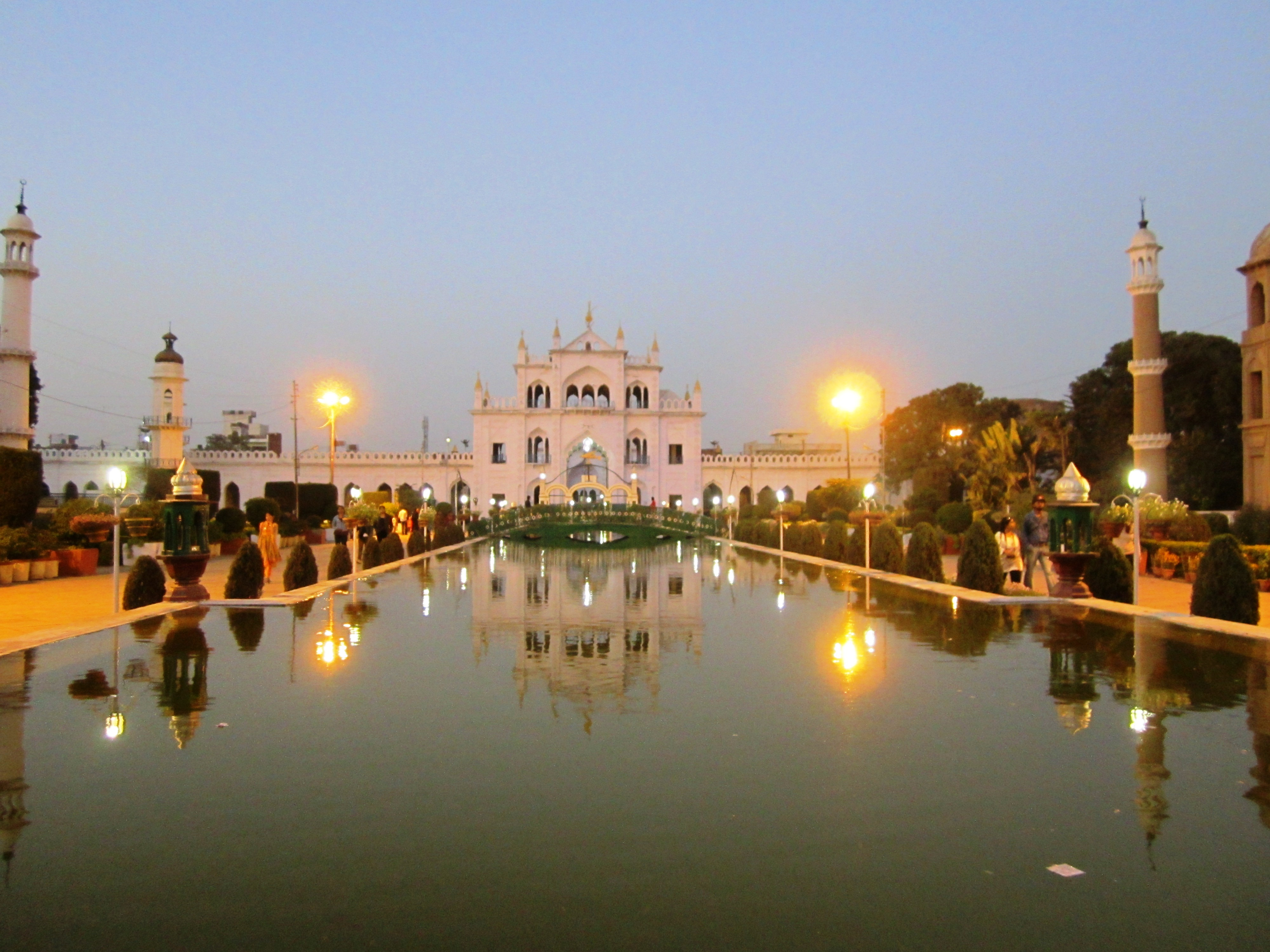
Naubat Khana (en), porte cérémonielle à Chhota Imambara
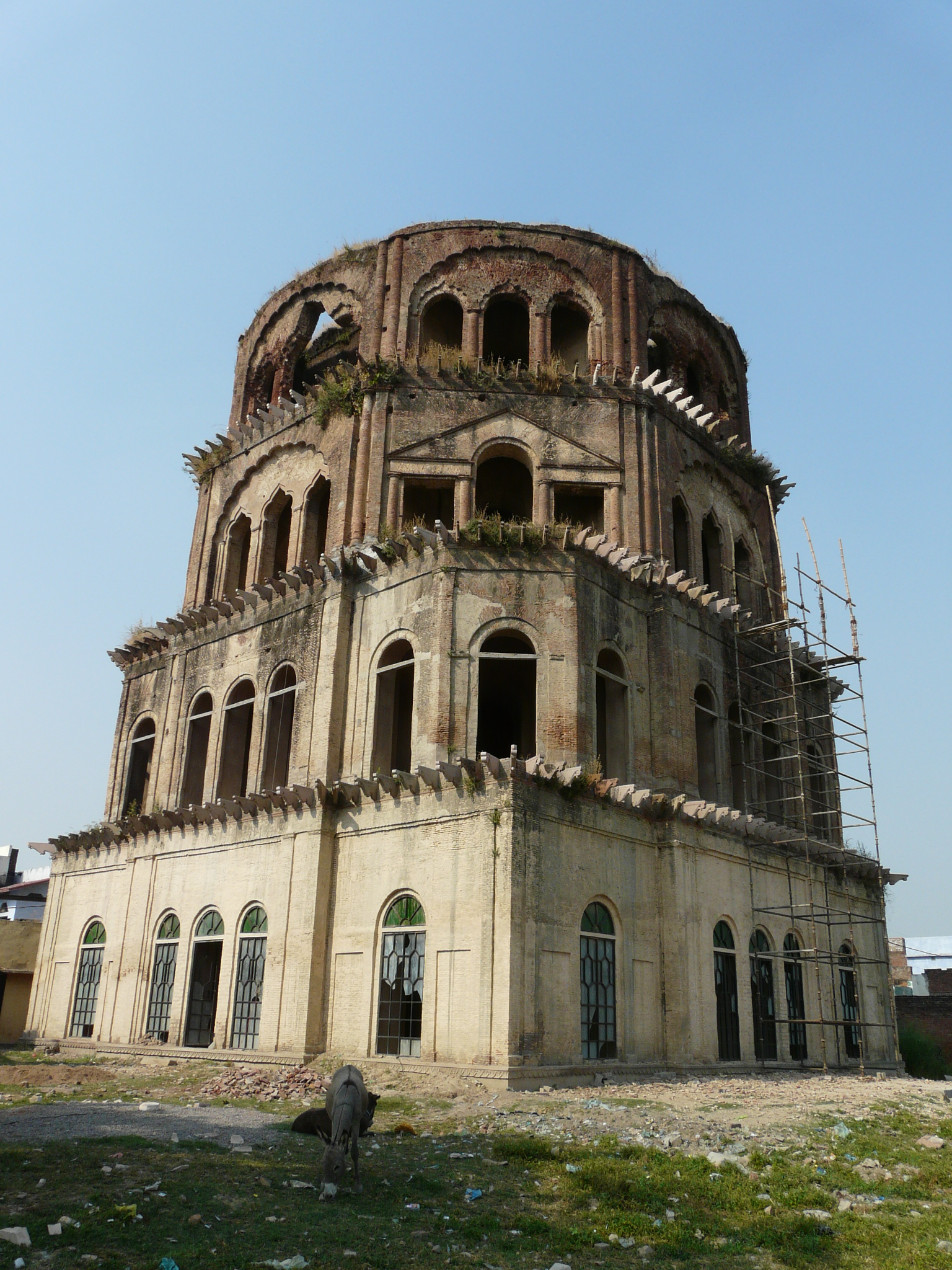
Satkhanda, la tour de guet incomplète et l'observatoire lunaire
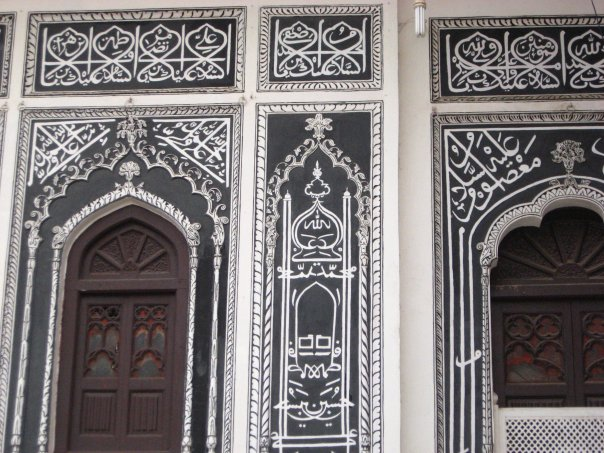
Détail de la calligraphie arabe
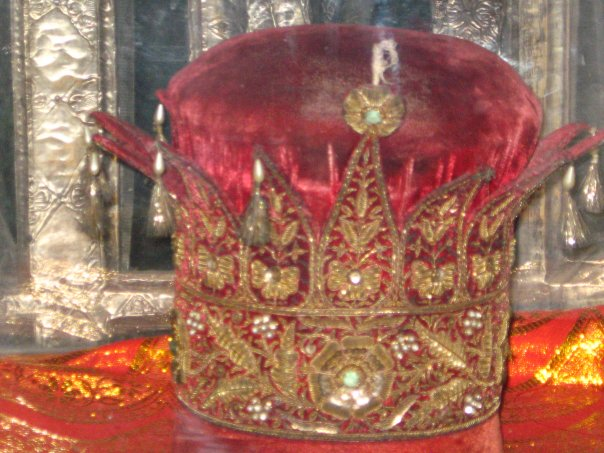
La couronne de Muhammad Ali Shah, troisième Nawab d'Awadh, (1837-1843)
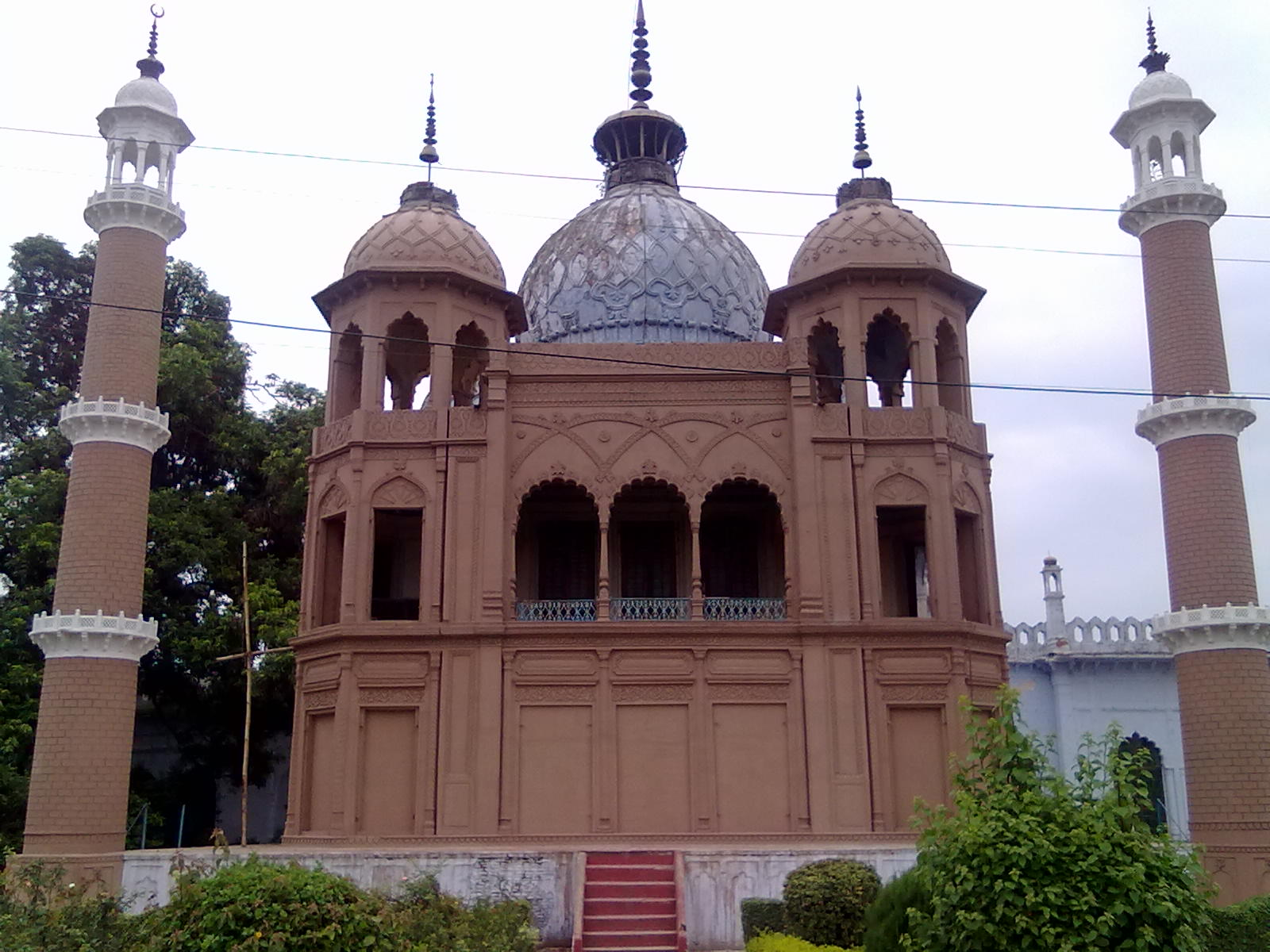
Une des tombre jumelles à l’intérieur du complexe
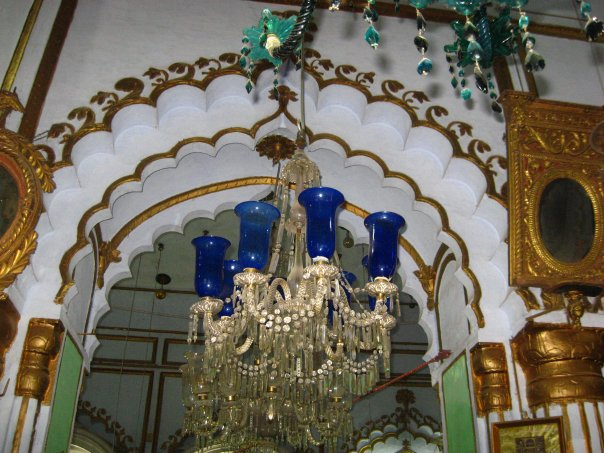
Chandeliers
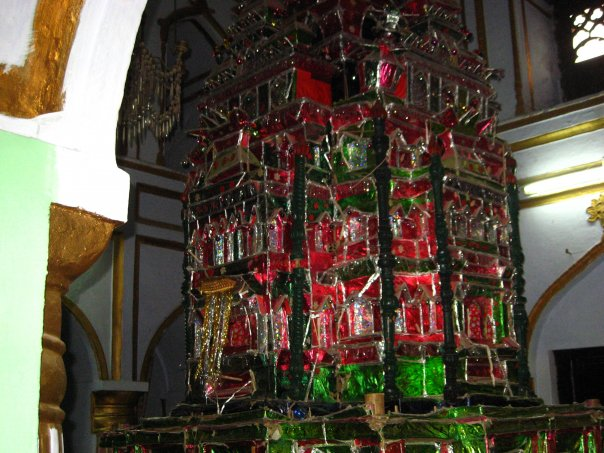
Tazia dans la salle principale
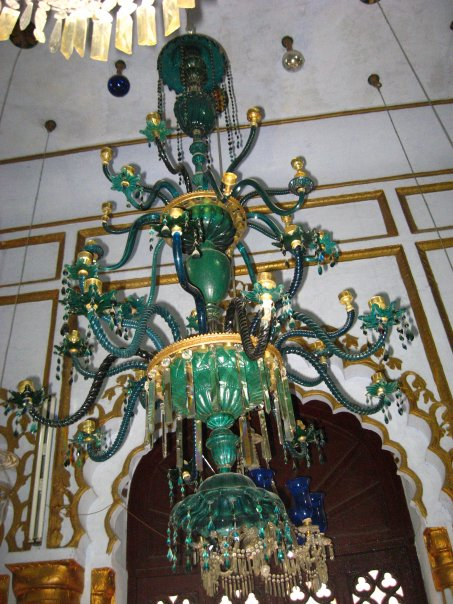
Chandeliers
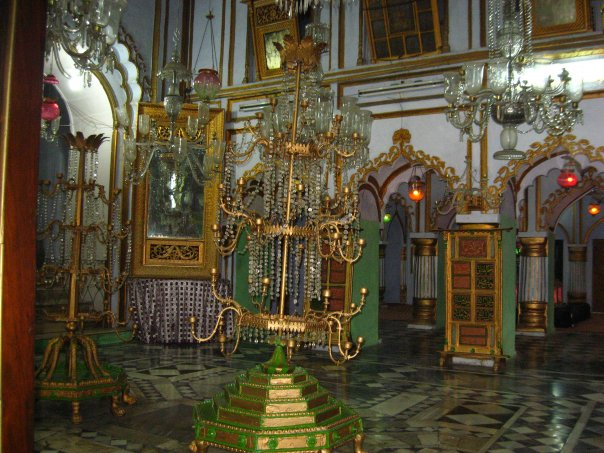
Chandeliers